# Воинская обязанность в Беларуси
Воинская обязанность в Беларуси — обязанность граждан Республики Беларусь, устанавливаемая в целях создания и постоянного функционирования системы мероприятий, обеспечивающих защиту Республики Беларусь, прохождение гражданами воинской службы, подготовку их к вооружённой защите Республики Беларусь.
Может быть реализована как:
- военная служба по призыву — обязательная военная служба граждан мужского пола, признанных в установленном порядке годными к её прохождению. Военная служба по призыву подразделяется на срочную военную службу и военную службу офицеров по призыву;
- служба в резерве — вид воинской службы, заключающийся в обязательном исполнении гражданами, подлежащими призыву на срочную военную службу, воинской обязанности путём прохождения службы в воинских частях, иных организациях Вооружённых Сил или транспортных войск Республики Беларусь на занятиях и учебных сборах в целях получения военно-учётной специальности без прекращения трудовой деятельности.

## Законодательство
Порядок прохождения военной службы определяется Законом Республики Беларусь «О воинской обязанности и воинской службе», Положением о порядке прохождения военной службы, Положением о порядке прохождения службы в резерве, общевоинскими уставами Вооружённых Сил, утверждаемыми Президентом Республики Беларусь, и другими актами законодательства Республики Беларусь.

### Отсрочки для получения образования
В июне 2019 года в Палату представителей Национального собрания Республики Беларусь поступил законопроект об изменении некоторых аспектов призыва на срочную службу. В числе важнейших его положений называются: ужесточение механизма предоставления отсрочек (законопроект предоставляет отсрочку один раз — то есть между окончанием бакалавриата и поступлением в магистратуру предлагается обязать выпускников служить в армии); сбор и обработка персональных граждан, состоящих на воинском учёте, без их согласия; ограничение права выезда из Республики Беларусь после получения повестки в военкомат; запрет на занятие должностей людьми, уклонявшимися от срочной службы, в органах государственного управления, в органы внутренних дел и чрезвычайных ситуаций. В обосновании законопроекта, подписанном министром обороны Андреем Равковым, необходимость закрепления основных государственных должностей за служившими мужчинами, а не женщинами и не служившими мужчинами, обосновывается тем, что председатели местных исполнительных органов власти и их заместители в военное время возглавляют зоны территориальной обороны.
28 июня 2019 года Палата представителей приняла этот законопроект во втором чтении. После вступления закона в силу выпускники вузов, признанные годными к срочной службе, не смогут продолжить обучение в магистратуре и аспирантуре; выпускники колледжей должны будут отслужить перед поступлением в университет. Прохождение службы в резерве будет допускаться в исключительных случаях по ходатайству военкоматов.

## Военнообязанные
Воинскую обязанность исполняют граждане мужского пола, годные по состоянию здоровья и физическому развитию к её исполнению, независимо от происхождения, социального и имущественного положения, расовой и национальной принадлежности, образования, языка, отношения к религии, рода и характера занятий, политических и иных убеждений, а также граждане женского пола, отвечающие установленным требованиям и получившие подготовку по специальностям, необходимым для Вооружённых Сил и других воинских формирований.
Воинская обязанность не распространяется на иностранных граждан и лиц без гражданства, проживающих на территории Республики Беларусь.
Призыву на военную службу, службу в резерве подлежат:
- на срочную военную службу, службу в резерве — граждане мужского пола в возрасте от 18 до 27 лет, состоящие или обязанные состоять на воинском учёте и не состоящие в запасе;
- на военную службу офицеров по призыву — граждане мужского пола в возрасте до 27 лет, прошедшие обучение по программам подготовки офицеров запаса на военных кафедрах или факультетах, сдавшие государственные выпускные экзамены, зачисленные в запас и имеющие воинское звание офицера.

На военную службу, службу в резерве не призываются граждане, которые в соответствии с Законом освобождены от призыва на военную службу, службу в резерве либо имеют право на отсрочку от призыва.

## Сроки
Срок военной службы по призыву устанавливается:
- для военнослужащих, не имеющих высшего образования, проходящих срочную военную службу, — 18 месяцев;
- для военнослужащих, имеющих высшее образование, проходящих срочную военную службу, — 12 месяцев;
- для военнослужащих, прошедших обучение на военных кафедрах или факультетах по программам подготовки младших командиров, сдавших установленные программами подготовки экзамены и проходящих срочную военную службу, — 6 месяцев;
- для военнослужащих, проходящих военную службу офицеров по призыву, — 12 месяцев[источник не указан 174 дня].

В срок срочной военной службы не засчитываются:
- срок отбывания наказания в виде ареста;
- срок содержания на гауптвахте при исполнении ареста, наложенного на военнослужащего в дисциплинарном порядке;
- срок самовольного оставления воинской части или места военной службы независимо от причин оставления;
- срок военной службы по контракту, если военнослужащий не выслужил срок срочной военной службы и перешел на военную службу по контракту, при досрочном расторжении контракта.

Срок службы в резерве устанавливается:
- для граждан, не имеющих высшего образования, — три учебных года;
- для граждан, имеющих высшее образование, — два учебных года;
- для граждан, прошедших обучение на военных кафедрах или факультетах по программам подготовки младших командиров и сдавших установленные программами подготовки экзамены, — один учебный год.

## Цель
Уволенные с военной службы, службы в резерве зачисляются в запас Вооружённых Сил.